# Why Must We Wait Until Tonight
Why Must We Wait Until Tonight  è un singolo pubblicato da Tina Turner dal suo album What's Love Got to Do with It del 1993. La canzone è stata scritta e prodotta da Bryan Adams e Robert John "Mutt" Lange, ha raggiunto la posizione numero 16 nel Regno Unito.

## Classifiche
| Classifica (1986-1987)    | Posizione più alta |
| ------------------------- | ------------------ |
| Belgio                    | 49                 |
| Canada                    | 22                 |
| Europa                    | 43                 |
| Germania                  | 55                 |
| Irlanda                   | 25                 |
| Regno Unito               | 16                 |
| U.S. Billboard Hot 100    | 97                 |
| U.S Hot R&B/Hip-Hop Songs | 10                 |